# Romain Van Wynsberghe
Romain Van Wynsberghe, né le 10 février 1937 à Moorsele (Flandre Occidentale), est un coureur cycliste belge, professionnel de 1959 à 1966. 

## Palmarès
- 1956
  - 3e étape de l'Étoile d'Ypres
  - 3e de Gand-Staden
- 1957
  - 3e du championnat de Belgique militaires
- 1959
  - Circuit du Sud-Est Flandre
  - Gand-Wevelgem indépendants
  - 1re et 4e étapes du Tour de Belgique indépendants
- 1960
  - Circuit des monts du sud-ouest
  - Grand Prix Raf Jonckheere
- 1961
  - 2e d'À travers les Flandres
  - 2e de la Gullegem Koerse
- 1962
  - 2e du Championnat des Flandres
  - 3e de Kuurne-Bruxelles-Kuurne
  - 3e du Circuit de la région linière
- 1963
  - 2e du Circuit du Houtland
- 1964
  - 3e de la Coupe Sels
  - 9e du Liège-Bastogne-Liège

## Résultats sur les grands tours

### Tour d'Italie
- 1959 : abandon
- 1965 : 68e